# 葉忠
葉忠（1482年—1530年），字一之，號山南，浙江台州府臨海縣人，軍籍，明朝政治人物。

## 生平
浙江鄉試第二名舉人。正德六年（1511年）中式辛未科會試第三百三十五名，登第三甲第八十名進士。初爲四川重庆府推官，总制彭泽以为“奇才”，历江西道御史，正德十三年（1518年）巡按江西，十五年復命巡按江西，因父卒未赴任。服阕，诣京复补河南道，嘉靖六年（1527年）九月升大理寺左寺丞，八年九月出爲福建按察司佥事。便道归家，遘寒疾弗治，年四十有九。

## 家族
曾祖葉貴通；祖父葉淐；父葉時賢，曾任知縣。母應氏。重庆下。弟爵、禄、雲龍、恕、秩、咸。